# Санта-Марта-де-Тормес
Санта-Марта-де-Тормес (ісп. Santa Marta de Tormes) — муніципалітет в Іспанії, у складі автономної спільноти Кастилія-і-Леон, у провінції Саламанка. Населення — 14 756 осіб (2010).
Муніципалітет розташований на відстані близько 170 км на захід від Мадрида, 3 км на південний схід від Саламанки.

## Демографія
Динаміка населення (INE ):